# Callogorgia robusta
Callogorgia robusta is een zachte koraalsoort uit de familie Primnoidae. De koraalsoort komt uit het geslacht Callogorgia. Callogorgia robusta werd in 1906 voor het eerst wetenschappelijk beschreven door Versluys. 